# Alix (historieta)
Alix es una popular serie de cómic franco-belga creada en el estilo de la línea clara por uno de sus maestros: Jacques Martin. Narra las aventuras de un joven galo-romano llamado Alix al final de la República romana. A pesar de que la serie es reconocida por su exactitud histórica y el detallismo sorprendente de su ambientación, peca de cierto anacronismo al relatar sucesos de otros siglos. Se desarrolla en todo el mundo romano, desde Roma hasta Asia Menor, e incluyendo, en alguno de sus viajes, hasta China.

## Títulos

### Las Aventuras de Alix por Jacques Martin
| N.º | Titre                  | Publicación en francés | Publicación en francés | Publicación en francés | En español                                                                 |
| N.º | Titre                  | Tintin                 | Le Lombard             | Casterman              | En español                                                                 |
| --- | ---------------------- | ---------------------- | ---------------------- | ---------------------- | -------------------------------------------------------------------------- |
| 1.  | Alix l'intrépide       | 1948-1949              | 1956                   | 1973                   | Alix el intrépido (Netcom2, 2010)                                          |
| 2.  | Le Sphinx d'or         | 1949-1950              | 1956                   | 1971                   | La esfinge de oro (Netcom2, 2010)                                          |
| 3.  | L'Île maudite          | 1951-1952              | 1957                   | 1969                   | La isla maldita (Netcom2, 2010)                                            |
| 4.  | La Tiare d'Oribal      | 1955-1956              | 1958                   | 1966                   | La tiara de Oribal (Oikos-Tau, 1969; Netcom2, 2010)                        |
| 5.  | La Griffe noire        | 1958-1959              | 1959                   | 1965                   | La garra negra (Oikos-Tau, 1969; Netcom2, 2010)                            |
| 6.  | Les Légions perdues    | 1962-1963              |                        | 1965                   | Las legiones perdidas (Oikos-Tau, 1969; Netcom2, 2010)                     |
| 7.  | Le Dernier Spartiate   | 1966-1967              |                        | 1967                   | El último espartano (Oikos-Tau, 1969; Netcom2, 2010)                       |
| 8.  | Le Tombeau étrusque    | 1967-1968              |                        | 1968                   | La tumba etrusca (Netcom2, 2010)                                           |
| 9.  | Le Dieu sauvage        | 1969                   |                        | 1970                   | El dios salvaje (Netcom2, 2010)                                            |
| 10. | Iorix le grand         | 1971-1972              |                        | 1972                   | Iorix el Grande (Norma, 1982; Netcom2, 2010)                               |
| 11. | Le Prince du Nil       | 1973                   |                        | 1974                   | El príncipe del Nilo (Norma, 1982; Netcom2, 2010)                          |
| 12. | Le Fils de Spartacus   | 1974                   |                        | 1975                   | El hijo de Espartaco (Norma, 1983; Netcom2, 2011)                          |
| 13. | Le Spectre de Carthage | 1976                   |                        | 1977                   | El fantasma de Cartago (Norma, 1984; Netcom2, 2011)                        |
| 14. | Les Proies du volcan   | 1977                   |                        | 1978                   | La cólera del volcán (Norma, 1984) Las víctimas del volcán (Netcom2, 2011) |
| 15. | L'Enfant grec          | 1979                   |                        | 1980                   | El niño griego (Netcom2, 2011)                                             |
| 16. | La Tour de Babel       | 1981                   |                        | 1981                   | La torre de Babel (Netcom2, 2011)                                          |
| 17. | L'Empereur de Chine    | 1982                   |                        | 1983                   | El emperador de China (Netcom2, 2011)                                      |
| 18. | Vercingétorix          | 1985                   |                        | 1985                   | Vercingétorix                                                              |
| 19. | Le Cheval de Troie     |                        |                        | 1988                   | El caballo de Troya                                                        |

### Las Aventuras de Alix por Jacques Martin con colaboradores
| N.º | Título              | Fecha       | Creación       | Guion                                                 | Dibujo                                          | Publicación en español |
| --- | ------------------- | ----------- | -------------- | ----------------------------------------------------- | ----------------------------------------------- | ---------------------- |
| 20. | Ô Alexandrie        | 1996        | Jacques Martin | Jacques Martin                                        | Jacques Martin, Rafael Moralès, Marc Henniquiau | ¡Oh, Alejandría!       |
| 21. | Les Barbares        | 1998        | Jacques Martin | Jacques Martin                                        | Rafael Moralès Marc Henniquiau                  | Los Bárbaros           |
| 22. | La Chute d'Icare    | 2001        | Jacques Martin | Jacques Martin                                        | Rafael Moralès Marc Henniquiau                  | La caída de Icaro      |
| 23. | Le Fleuve de jade   | 2003        | Jacques Martin | Jacques Martin                                        | Rafael Moralès Marc Henniquiau                  | El río de jade         |
| 24. | Roma, Roma...       | 2005        | Jacques Martin | Jacques Martin                                        | Rafael Moralès Marc Henniquiau                  | Roma, Roma...          |
| 25. | C'était à Khorsabad | 2006 \|2006 | Jacques Martin | Jacques Martin, François Maingoval                    | Cédric Hervan Christophe Simon                  | Fue en Khorsabad       |
| 26. | L'Ibère             | 2007        | Jacques Martin | François Maingoval Patrick Weber Jacques Martin       | Christophe Simon                                | El íbero               |
| 27. | Le Démon du Pharos  | 2008        | Jacques Martin | Patrick Weber Jacques Martin (auteur)\|Jacques Martin | Christophe Simon                                | El demonio de Faros    |
| 28. | La Cité engloutie   | 2009        | Jacques Martin | Patrick Weber Jacques Martin (auteur)\|Jacques Martin | Paschalis Van Vosselen\|Ferry                   | La ciudad engullida    |

### Las Aventuras de Alix sin Jacques Martin
| N.º | Título                   | Fecha | Creación       | Guion                | Dibujo            | Publicación en español     |
| --- | ------------------------ | ----- | -------------- | -------------------- | ----------------- | -------------------------- |
| 29. | Le Testament de César    | 2010  | Jacques Martin | Marco Venanzi        | Marco Venanzi     | El testamento de César     |
| 30. | La conjuration de Baal   | 2011  | Jacques Martin | Michel Lafon         | Christophe Simon  | La conjura de Baal         |
| 31. | L'ombre de Serapis       | 2012  | Jacques Martin | François Corteggiani | Marco Venanzi     | La sombra de Serapis       |
| 32. | La Dernière Conquête     | 2013  | Jacques Martin | Marc Jailloux        | Geraldine Ranouil | La última conquista        |
| 33. | Britannia                | 2014  | Jacques Martin | Marc Jailloux        | Mathieu Breda     | Britannia                  |
| 34. | Par-delà le Styx         | 2015  | Jacques Martin | Marc Jailloux        | Mathieu Breda     | Más allá del Estigia       |
| 35. | L'or de Saturne          | 2016  | Jacques Martin | Marco Venanzi        | P.Valmont         | El oro de Saturno          |
| 36. | Le serment du gladiateur | 2017  | Jacques Martin | Marc Jailloux        | Mathieu Breda     | El juramento del gladiador |
| 37. | Veni, vidi, vici         | 2019  | Jacques Martin | David B.             | Giorgio Albertini | Veni, vidi, vici           |
| 38. | Les Helvètes             | 2020  | Jacques Martin | Marc Jailloux        | Mathieu Breda     | Los helvecios              |

### Alix Senator
| N.º | Título                     | Fecha | Creación       | Guion           | Dibujo          | Publicación en español    |
| --- | -------------------------- | ----- | -------------- | --------------- | --------------- | ------------------------- |
| 1.  | Les Aigles de Sang         | 2012  | Jacques Martin | Valérie Manguin | Thierry Démarez | Las águilas de sangre     |
| 2.  | Le Dernier Pharaon         | 2013  | Jacques Martin | Valérie Manguin | Thierry Démarez | El último Faraón          |
| 3.  | La Conjuration des Rapaces | 2014  | Jacques Martin | Valérie Manguin | Thierry Démarez | La conjura de las rapaces |
| 4.  | Les Démons de Sparte       | 2015  | Jacques Martin | Valérie Manguin | Thierry Démarez | Los demonios de Esparta   |
| 5.  | Le Hurlement de Cybèle     | 2016  | Jacques Martin | Valérie Manguin | Thierry Démarez | El grito de Cibeles       |
| 6.  | La Montagne des Morts      | 2017  | Jacques Martin | Valérie Manguin | Thierry Démarez | La montaña de los muertos |
| 7.  | La Puissance et l'Éternité | 2018  | Jacques Martin | Valérie Manguin | Thierry Démarez | El poder y la eternidad   |
| 8.  | La Cité des Poisons        | 2018  | Jacques Martin | Valérie Manguin | Thierry Démarez | '                         |
| 9.  | Les Spectres de Rome       | 2019  | Jacques Martin | Valérie Manguin | Thierry Démarez | '                         |
| 10. | La Forêt Carnivore         | 2020  | Jacques Martin | Valérie Manguin | Thierry Démarez | '                         |

### Los Viajes de Alix
| Título                               | Fecha | Creación       | Guion              | Dibujo                       | Publicación en español                              |
| ------------------------------------ | ----- | -------------- | ------------------ | ---------------------------- | --------------------------------------------------- |
| L'Égypte (1)                         |       | Jacques Martin | Leonardo Palmisano | Rafael Morales               | Egipto (1) (Glenat 2004)                            |
| L'Égypte (2)                         |       | Jacques Martin | Leonardo Palmisano | Rafael Morales               | Egipto (1) (Glenat 2004)                            |
| Pompéi                               |       | Jacques Martin | Jacques Martin     | Marc Henniquiau              | Pompeya (Glenat 2006)                               |
| Les Jeux Olympiques dans l'Antiquité |       | Jacques Martin | Cedric Hervan      | Yves Plateau                 | Los Juegos Olímpicos en la Antigüedad (Glenat 2005) |
| Rome (1)                             | 1996  | Jacques Martin | Jacques Martin     | Gilles Chaillet              |                                                     |
| La Grèce (1)                         | 1997  | Jacques Martin | Jacques Martin     | Pierre de Broche             |                                                     |
| La Grèce (2)                         | 1998  | Jacques Martin | Jacques Martin     | Pierre de Broche             |                                                     |
| La Marine Antique (1)                | 1997  | Jacques Martin | Jacques Martin     | Marc Henniquiau              |                                                     |
| La Marine Antique (2)                | 1999  | Jacques Martin | Jacques Martin     | Marc Henniquiau              |                                                     |
| Rome (2)                             | 1999  | Jacques Martin | Jacques Martin     | Gilles Chaillet              |                                                     |
| Le costume antique (1)               | 1999  | Jacques Martin | Jacques Martin     | Jacques Denoel               |                                                     |
| Le costume antique (2)               | 2000  | Jacques Martin | Jacques Martin     | Jacques Denoel               |                                                     |
| Le costume antique (3)               | 2002  | Jacques Martin | Jacques Martin     | Jacques Denoel               |                                                     |
| Carthage                             | 2000  | Jacques Martin | Jacques Martin     | Vincent Henin                |                                                     |
| Athènes                              | 2001  | Jacques Martin | Jacques Martin     | Laurent Bouhy                |                                                     |
| Jérusalem                            | 2002  | Jacques Martin | Jacques Martin     | Vincent Hénin                |                                                     |
| Persépolis                           | 2003  | Jacques Martin | Jacques Martin     | Cédric Hevan                 |                                                     |
| Pétra                                | 2003  | Jacques Martin | Jacques Martin     | Vincent Hénin                |                                                     |
| Les Mayas (1)                        | 2004  | Jacques Martin | Jacques Martin     | Jean Torton                  |                                                     |
| Les Étrusques (1)                    | 2004  | Jacques Martin | Jacques Martin     | Jacques Denoel               |                                                     |
| Les Mayas 2                          | 2005  | Jacques Martin | Jacques Martin     | Jean Torton                  |                                                     |
| Les Aztèques                         | 2005  | Jacques Martin | Jacques Martin     | Jean Torton                  |                                                     |
| Les Vikings                          | 2006  | Jacques Martin | Jacques Martin     | Eric Lenaerts                |                                                     |
| Les Incas                            | 2006  | Jacques Martin | Jacques Martin     | Jean Torton                  |                                                     |
| Lutèce                               | 2006  | Jacques Martin | Jacques Martin     | Vincent Henin                |                                                     |
| Les Étrusques (2)                    | 2007  | Jacques Martin | Jacques Martin     | Jacques Denoel               |                                                     |
| La Chine                             | 2008  | Jacques Martin | Jacques Martin     | Erwin Dreze                  |                                                     |
| L'Égypte (3)                         | 2009  | Jacques Martin | L.Palmisano        | Rafael Moralès               |                                                     |
| Lugdunum                             | 2009  | Jacques Martin | Jacques Martin     | Gilbert Bouchard             |                                                     |
| Orange. Vaison-la Romaine            | 2010  | Jacques Martin | Jacques Martin     | Alex Evang                   |                                                     |
| Vienna                               | 2011  | Jacques Martin | B. Helly           | Gilbert Bouchard             |                                                     |
| Nîmes. Le Pont du Gard               | 2012  | Jacques Martin | E. Teyssier        | Jacques Denoel               |                                                     |
| Massalia                             | 2013  | Jacques Martin | Jacques Martin     | Gilbert Bouchard             |                                                     |
| Jérusalem                            | 2013  | Jacques Martin | Jacques Martin     | Vincent Hénin                |                                                     |
| Aquae Sextiae. Aix-en-Provence       | 2013  | Jacques Martin | N. Nin             | Cédric Hervan e Yves Plateau |                                                     |
| Babylone - Mésopotamie               | 2013  | Jacques Martin | A. Deckers         | J.M. Ruffieux                |                                                     |
| Alésia                               | 2014  | Jacques Martin | P. Davoz           | Willow                       |                                                     |
| Pétra                                | 2014  | Jacques Martin | Jacques Martin     | Vincent Henin                |                                                     |

### Alix Raconte

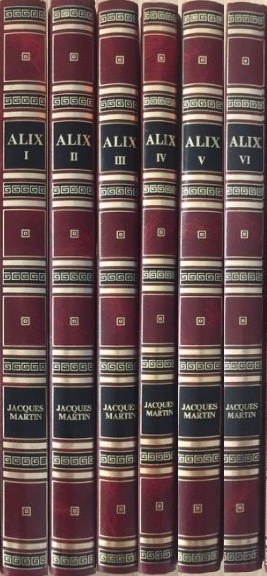
Vols. 1 - 6 (integral de Rombaldi)

| Título                  | Fecha | Creación       | Guion             | Dibujo        | Publicación en español |
| ----------------------- | ----- | -------------- | ----------------- | ------------- | ---------------------- |
| Alexandre Le Conquérant | 2008  | Jacques Martin | François Mangoval | Jean Torton   |                        |
| Cléopâtre               | 2008  | Jacques Martin | François Mangoval | Eric Lenaerts |                        |
| Néron                   | 2008  | Jacques Martin | François Mangoval | Yves Plateau  |                        |

## Serie animada
En 1999 se adaptó una serie animada para televisión de una temporada en 26 episodios. La duración de los capítulos era de media de unos 26 minutos. Los guionistas a cargo fueron: Raynald Guillot, Pascal Mirleau, Sylvie Recoursé, Jean-Louis Martin, Jacques Martin.
El título de los episodios en el idioma original (francés) son los siguientes:
1. Le Chemin de la Gaule
2. Le Complot d'Arbacès
3. Le Siège d'Alésia
4. Le Temple d'Efaoud
5. L'enlèvement de Lydas
6. Le Repère de Sardon
7. La Tiare d'Oribal
8. La Griffe Noire
9. La Vengeance d'Icara
10. Les Légions Perdues
11. Le Dernier Spartiate
12. Le Tombeau Étrusque
13. Le Dieu Sauvage
14. Iorix le Grand - 1/2
15. Iorix le Grand - 2/2
16. Le Prince du Nil
17. Le Fils de Spartacus
18. Le Spectre de Carthage
19. Les Proies du Volcan
20. L'Enfant Grec
21. La Tour de Babel
22. L'Empereur de Chine
23. Vercingétorix
24. Le Cheval de Troie
25. Le Lion de Nabatée
26. L'Argos